# Roosendaal
Roosendaal és un municipi de la província del Brabant del Nord, al sud dels Països Baixos. L'1 de gener del 2009 tenia 77.519 habitants repartits sobre una superfície de 107,21 km² (dels quals 0,7 km² corresponen a aigua). Limita al nord amb Steenbergen i Halderberge, a l'oest amb Bergen op Zoom, a l'est amb Rucphen i al sud amb Woensdrecht i Essen.

## Centres de població
- Roosendaal (66.660 h)
- Wouw (4.920)
- Heerle (1.900)
- Nispen (1.440)
- Wouwse Plantage (1.230)
- Moerstraten (660)

## Ajuntament
- PvdA 8 regidors
- Roosendaalse Lijst (Piet Rampaart) 8 regidors
- VVD 7 regidors
- CDA 6 regidors
- SP 3 regidors
- GroenLinks 2 regidors
- D66 1 regidor